# Hyperolius lamottei
Espèce
Statut de conservation UICN

 LC  : Préoccupation mineure
Hyperolius lamottei est une espèce d'amphibiens de la famille des Hyperoliidae,.

## Répartition
Cette espèce se rencontre jusqu'à 1 500 m d'altitude, :
- dans le sud du Sénégal ;
- au Sierra Leone ;
- dans le sud de la Guinée ;
- dans le nord du Liberia ;
- dans l'Ouest et dans le sud de la Côte d'Ivoire.

Sa présence est incertaine en Guinée-Bissau.

## Étymologie
Cette espèce est nommée en l'honneur de Maxime Lamotte.

## Publication originale
- Laurent, 1958 : La réserve naturelle intégrale du mont Nimba. XIII. Les rainettes du genre Hyperolius. Mémoires de l'Institut Français d'Afrique Noire, Dakar, vol. 53, p. 275-299.